# Bodziszek łąkowy
Bodziszek łąkowy (Geranium pratense L.) – gatunek rośliny wieloletniej należący do rodziny bodziszkowatych. Rodzimym obszarem jego występowania jest Europa i Azja, ale rozprzestrzeniony jest też poza obszarem swojego naturalnego występowania i uprawiany jest w wielu krajach świata. W Polsce roślina średnio pospolita na całym niżu, częściej występuje na południu.

## Morfologia

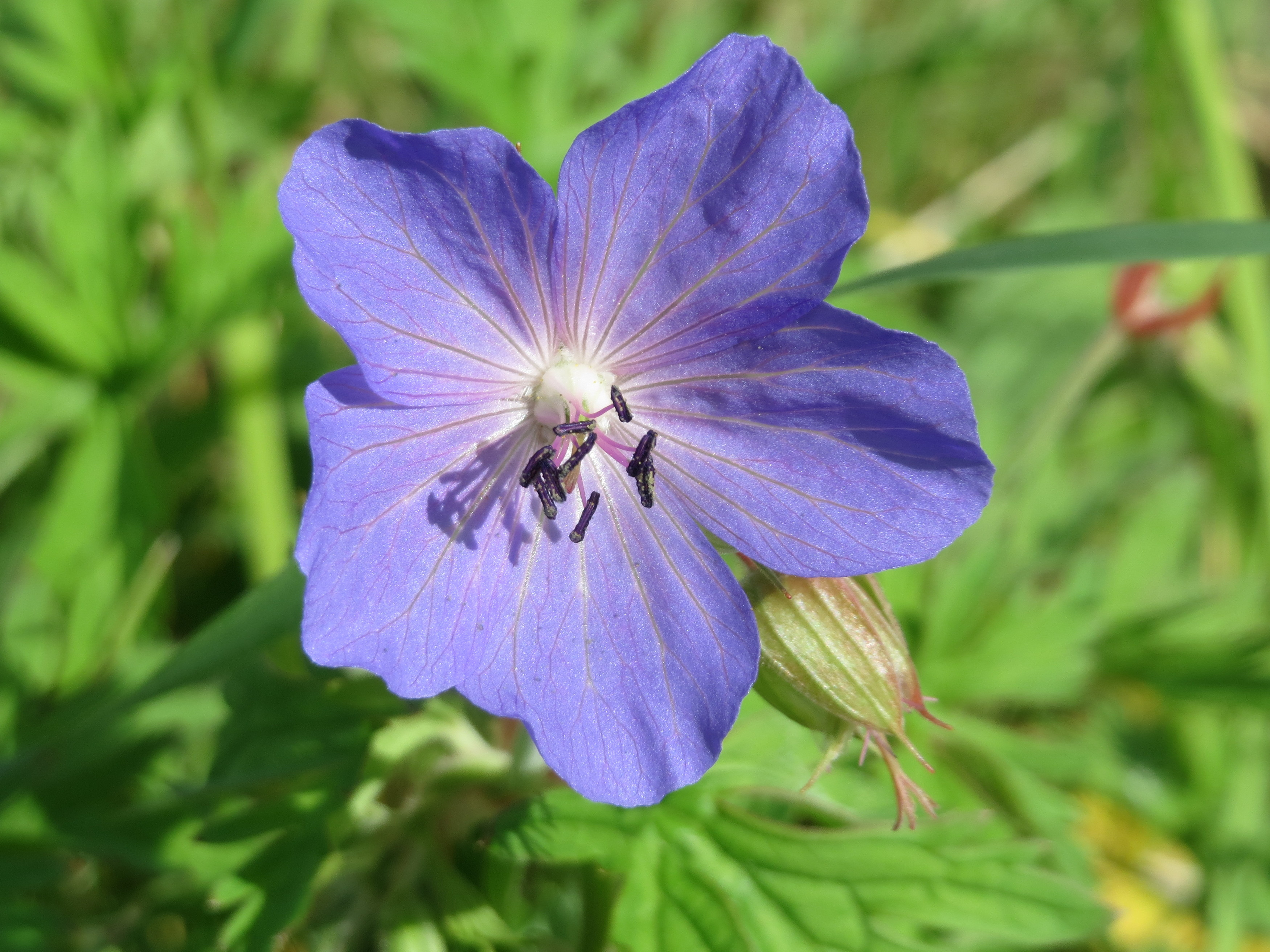
Kwiat

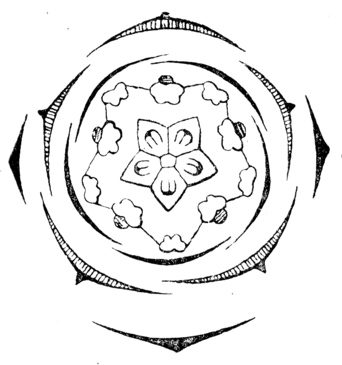
Narys kwiatowy

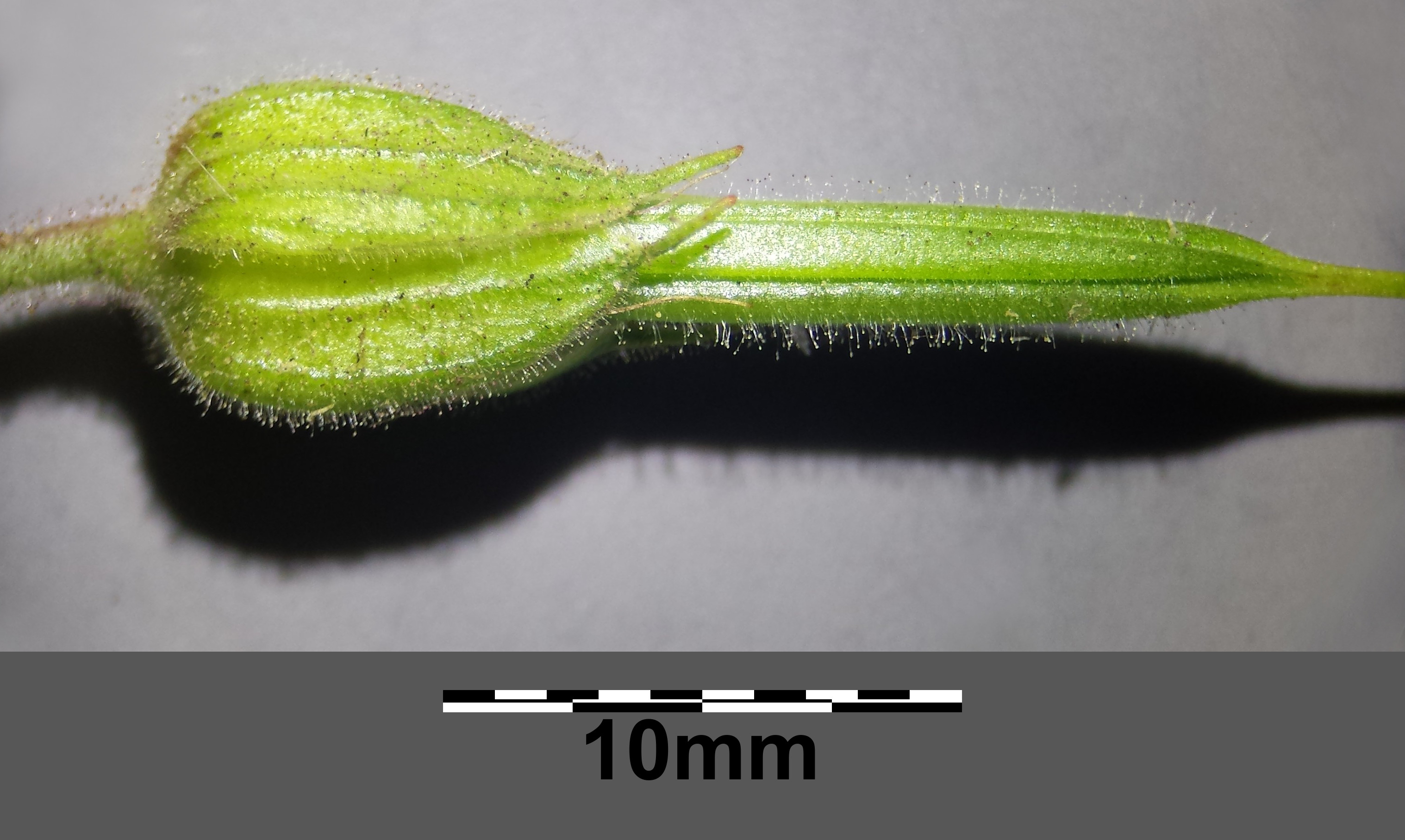
Owoc

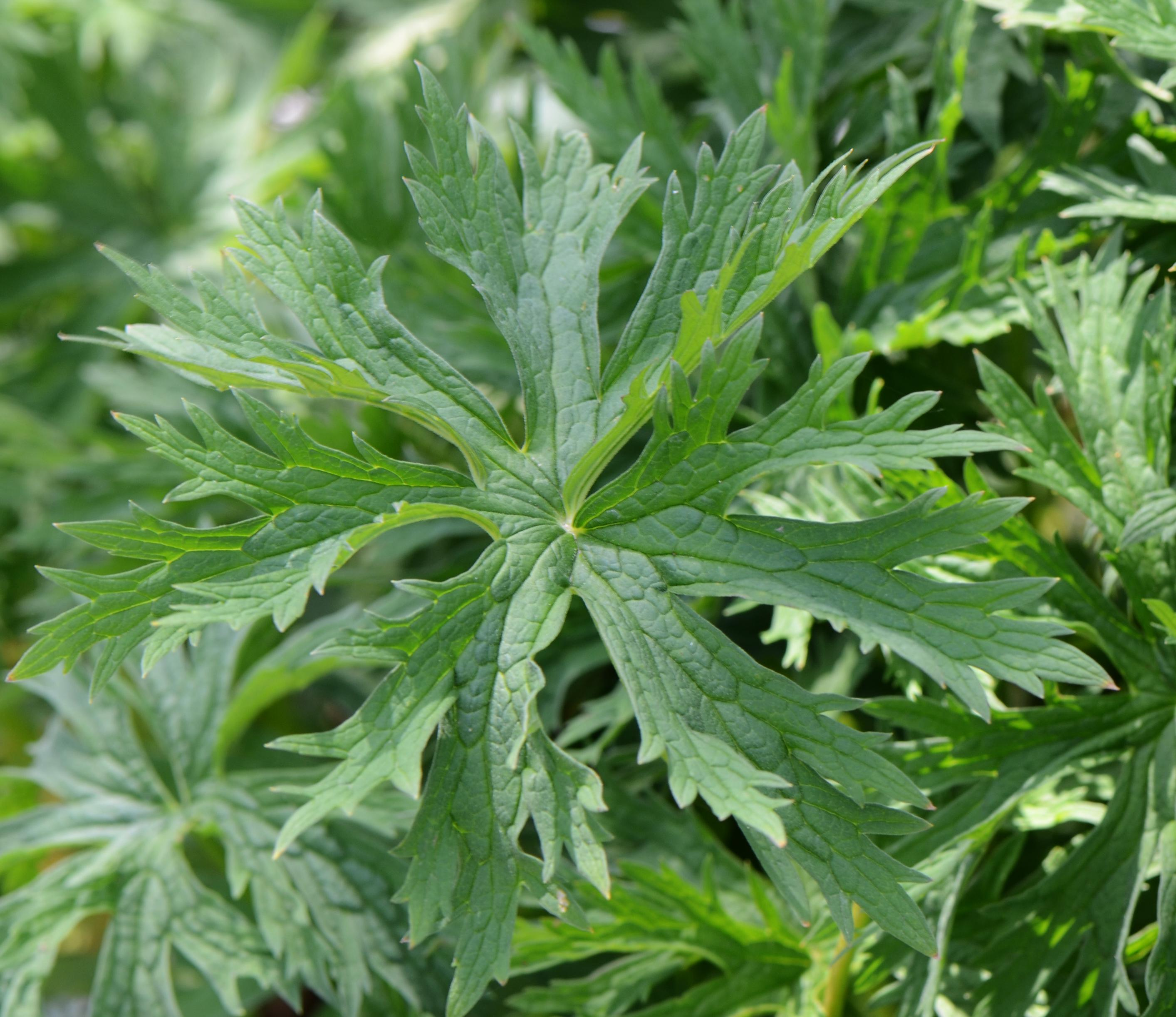
Liść

ŁodygaWznosząca się, rozgałęziona, i pokryta włoskami gruczołowymi. Osiąga wysokość do 80 cm. Pod ziemią roślina posiada krótkie kłącze.
LiścieNerkowate, dłoniasto-dzielne, pocięte niemal do samej nasady. Składają się z 7 wąskich odcinków Liście odziomkowe długoogonkowe, w środkowej części łodygi krótkoogonkowe, u góry siedzące. Wszystkie liście gruczołowato owłosione.
KwiatyWyrastają po dwa na szczycie łodygi i jej odgałęzień. Mają średnicę do 3 cm, ich kielich składa się z 5 trwałych ostro zakończonych działek. Korona składa się z 5 dużych jajowatych fioletowej lub niebieskiej barwy płatków, które są orzęsione u nasady. W środku kwiatu pojedynczy słupek z pięciodzielnym znamieniem i wydłużoną szyjką oraz 10 pręcików w dwu okółkach. Nitki pręcików mają nasady trójkątne i rozszerzone. Miodniki znajdują się u nasady pręcików zewnętrznego okółka.
OwocRozpadająca się, 5-dzielna rozłupnia zakończona dzióbkiem. Rozłupki gruczołowato owłosione, posiadające skręcającą się łukowato lub ślimakowato ość.

## Biologia i ekologia
RozwójBylina, hemikryptofit. Kwitnie od czerwca do września. Kwiaty przedprątne, zapylane przez owady. Roślina samosiewna. Kwiaty bodziszka wykonują swoiste ruchy; w pączku są pochylone w dół, podczas kwitnienia ich szypułka się wyprostowuje, po zapyleniu skręca w dół, a w czasie dojrzewania nasion znów wyprostowuje się, wyrzucając nasiona.
SiedliskoWilgotne i średnio wilgotne łąki, przydroża, rowy, zarośla. Roślina azotolubna. W górach występuje po regiel dolny.
FitosocjologiaW klasyfikacji zbiorowisk roślinnych gatunek charakterystyczny dla All. Arrhenatherion, Ass. Filipendulo-Geranietum.

## Zastosowanie
W medycynie ludowej roślina była uznawana za leczniczą. Jej ziele zawiera m.in. gorycz, kwas elagowy, kwas galusowy, garbniki. Stosowano ją jako środek ściągający.